# Enrique Dussel

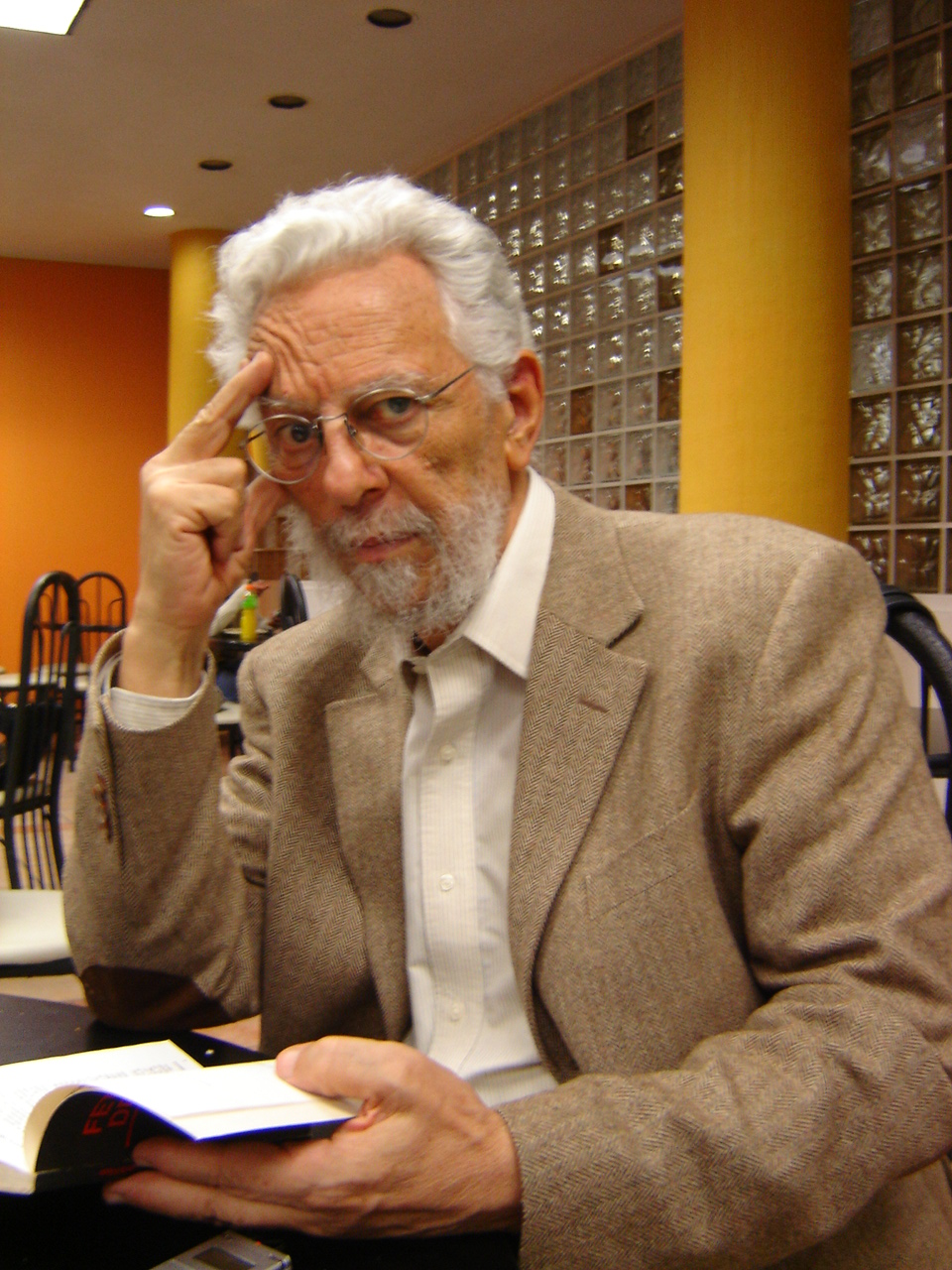
Enrique Dussel (2009)

Enrique Domingo Dussel Ambrosinim bekannt als Enrique Dussel (* 24. Dezember 1934 in La Paz in der Provinz Mendoza, Argentinien; † 5. November 2023 in Mexiko-Stadt, Mexiko) war ein argentinischer Philosoph, Historiker und Theologe.
Dussel gilt als einer der großen lateinamerikanischen Denker und Mitbegründer der politischen Befreiungsphilosophie Lateinamerikas. Er veröffentlichte zahlreiche Bücher zu Themen der Theologie, Politik und Philosophie einschließlich Ethik, politische Philosophie, Ästhetik und Ontologie. Dussel hat mit anderen Philosophen wie Karl-Otto Apel, Gianni Vattimo, Jürgen Habermas und Richard Rorty philosophische Dialoge geführt.

## Leben
Enrique Dussel wurde 1934 als Urenkel eines Schweinfurters in Mendoza (Argentinien) geboren. Von 1953 bis 1957 studierte Dussel Philosophie in Mendoza. Sein Studium beendete er mit einer Licenciatura: Das ist ein in Südamerika üblicher Abschluss nach einem vier- bis sechsjährigen Studium und mit einem Diplom vergleichbar. 1959 wurde Dussel an der spanischen Universität Complutense Madrid mit einer umfangreichen Arbeit über das Gemeinwohl und seine theoretische Widersprüchlichkeit (El bien común: Su inconsistencia
teórica) in Philosophie promoviert. Von 1959 bis 1961 lebte und arbeitete er bei dem Theologen Paul Gauthier in einer Gemeinschaft palästinensischer Zimmerleute in Nazareth und mit Fischern im Kibbuz Ginnossar am See Genezareth. Diese Erfahrung prägte ihn so sehr, dass er 1959 an einen Freund schrieb: „Eines Tages werden wir die Geschichte Lateinamerikas von der anderen Seite her schreiben müssen, von unten, von den Unterdrückten, von den Armen“. Es folgten 1961–1965 ein Theologiestudium am Institut Catholique de Paris, das er mit einer Licence (Bachelor) abschloss, und 1967 ein weiterer Doktorgrad, diesmal in Geschichte an der Pariser Sorbonne bei Robert Ricard. Während dieser Zeit war er 1964 am Mainzer Institut für Europäische Geschichte bei Joseph Lortz als wissenschaftlicher Mitarbeiter tätig.
Im Jahr 1967 kehrte Dussel nach Argentinien zurück in einer Zeit, in der in Lateinamerika revolutionäre Bewegungen die oligarchischen Herrschaftsverhältnisse überwinden wollten. Von 1967 bis 1975 lehrte Dussel als Professor für Kirchengeschichte und Ethik in Argentinien. Dabei befasste Dussel sich zunächst intensiv mit Schriften von Paul Ricoeur und Martin Heidegger. Ab 1971 wurden die Arbeiten von Emmanuel Levinas für ihn immer wichtiger. In Argentinien begann Dussel, in stetem Austausch unter anderem mit Juan Carlos Scannone, mit der Ausarbeitung seiner Ethik der lateinamerikanischen Befreiung (Ética de la liberación latinoamericana), die auf fünf Bände anwächst. 1975 wurde er von radikalen Peronisten vertrieben. Nach seiner Entlassung an der Universität, Morddrohungen und einem Bombenanschlag auf sein Haus ging er ins Exil nach Mexiko. 1976 trat er eine Professur für lateinamerikanische Theologie- und Kirchengeschichte und philosophische Ethik an der philosophischen Fakultät der Universidad Autónoma Metropolitana im Bezirk Iztapalapa von Mexiko-Stadt an. Später lehrte er an der Universidad Nacional Autónoma de México (ebenfalls in Mexiko-Stadt) und wurde Koordinator der Asociación de Filosofía y Liberación (AFYL).
Dussel war 2010 Albertus-Magnus-Professor an der Universität zu Köln.
Auf einer Reise nach Deutschland lernte er 1963 seine zukünftige Frau Johanna Peters kennen.
Enrique Dussel starb am 5. November 2023 in Mexiko-Stadt.

## Philosophie und Positionen
Dussel kritisierte scharf die Moderne. Seine Befreiungsphilosophie ist jedoch nicht antimodernistisch. Dussel idealisierte nicht die prämodernen Kulturen Lateinamerikas, wie es z. B. Alberto Acosta tut. Statt einer Postmoderne ist sein Gegenentwurf die „Transmoderne“.

## Ehrungen
- 1981: Ehrendoktorwürde der katholischen Fakultät der Universität Freiburg im Üechtland (Schweiz)
- 1995: Ehrendoktorwürde der Universidad Mayor de San Andrés in La Paz (Bolivien)
- 2010: Albertus-Magnus-Professur
- 2019: Mitglied der American Academy of Arts and Sciences

## Veröffentlichungen
- Von der Säkularisierung zum Säkularismus der Wissenschaft (Renaissance bis Aufklärung), in: Concilium: Internationale Zeitschrift für Theologie, Band 5 (1969), Heft 8/9, S. 536–547
- Historia de la Iglesia en América Latina. Mundo Negro-Esquila Misional, Madrid 1971
- Herrschaft—Befreiung. Ein veränderter theologischer Diskurs, in: Concilium,Internationale Zeitschrift für Theologie, (D) 10/1974, S. 396–407
- Die Basis in der Theologie der Befreiung, in: Concilium: Internationale Zeitschrift für Theologie, Band 11 (1975), Heft 4, S. 256–262
- Unterscheidung der Charismen, in: Concilium: Internationale Zeitschrift für Theologie, Band 13 (1977), Heft 11, S. 571–580
- Unterscheidung - Frage der Orthodoxie oder der Orthopraxis?, in: Concilium: Internationale Zeitschrift für Theologie, Band 14 (1978), Heft 11, S. 591–598
- Die moderne Christenheit vor dem "anderen", in: Concilium: Internationale Zeitschrift für Theologie, Band 15 (1979), Heft 12, S. 649–658
- Puebla: Beziehungen zwischen christlicher Ethik und Wirtschaft, in:  Concilium: Internationale Zeitschrift für Theologie, Band 16 (1980), Heft 12, S. 740–748
- Läßt sich "eine" Ethik angesichts der geschichtlichen "Vielheit" der Moralen legitimieren?, in: Concilium: Internationale Zeitschrift für Theologie, Band 17 (1981), Heft 12, S. 807–813
- Ein Bericht über die Lage in Lateinamerika, in: Concilium: Internationale Zeitschrift für Theologie, Band 18 (1982), Heft 1, S. 49–54 (zum Thema: Rassismus)
- Das Brot der Feier, in:  Concilium: Internationale Zeitschrift für Theologie, Band 18 (1982), Heft 2, S. 120–129
- Theologien der "Peripherie" und des "Zentrums", in: Concilium: Internationale Zeitschrift für Theologie, Band 20 (1984), Heft 1, S. 77–85
- Befreiungsethik, in: Concilium: Internationale Zeitschrift für Theologie, Band 20 (1984), Heft 2, S. 133–141
- "Populus Dei" in populo pauperum, in:  Concilium: Internationale Zeitschrift für Theologie, Band 20 (1984), Heft 6, S. 469–476
- Herrschaft und Befreiung. Ansatz, Stationen und Themen einer lateinamerikanischen Theologie der Befreiung. Edition Exodus, Fribourg 1985, ISBN 3-905575-11-6.
- Volksreligiosität als Unterdrückung und Befreiung, in: Concilium: Internationale Zeitschrift für Theologie, Band 22 (1986), Heft 4, S. 292–300
- Die Gezeiten des Evangeliums, in: Concilium: Internationale Zeitschrift für Theologie, Band 22 (1986), Heft 5, S. 382–388
- Das Exodus-Paradigma in der Theologie der Befreiung, in: Concilium: Internationale Zeitschrift für Theologie, Band 23 (1987), Heft 1, S. 54–60
- Entdeckung oder Invasion Amerikas?, in: Concilium: Internationale Zeitschrift für Theologie, Band 24, Heft 6, S. 510–514
- Ethik der Gemeinschaft (in der Reihe Bibliothek Theologie der Befreiung / Die Befreiung in der Geschichte). Patmos, Düsseldorf 1988, ISBN 3-491-77715-1.
- Die Geschichte der Kirche in Lateinamerika. Übersetzt von Horst Goldstein. Matthias-Grünewald-Verlag, Mainz 1988, ISBN 3-7867-1341-3.
- Philosophie der Befreiung. Übersetzt von Peter Penner. 3. Auflage. Argument-Verlag, Hamburg 1989, ISBN 3-88619-374-8. (online)
- Prophetie und Kritik. Entwurf einer Geschichte der Theologie in Lateinamerika. Edition Exodus, Fribourg 1989, ISBN 3-905575-35-3.
- Europa, Moderne und Eurozentrismus. Semantische “Verfehlung” des “Europa”-Begriffs, in: Manfred Buhr (Hreg.): Das geistige Erbe Europas, VIVARIUM NAPOLI MCMXCIV [1994], S. 855–867
- Von der Erfindung Amerikas zur Entdeckung des Anderen. Ein Projekt der Transmoderne. Patmos, Düsseldorf 1993, ISBN 3-491-77931-6. (Rezension)
- Der ethische Sinn des Maya-Aufstands von 1994 in Chiapas (= Arbeitshefte des Lateinamerika-Zentrums, Nr. 38). Lateinamerika-Zentrum, Münster 1997.
- Der Markt aus der ethischen Perspektive der Theologie der Befreiung, in: Concilium: Internationale Zeitschrift für Theologie, Band 33 (1997), Heft 2, S. 217–232
- Prinzip Befreiung. Kurzer Aufriss einer kritischen und materialen Ethik. Gekürzte Übersetzung von Ética de la liberación en la edad de la globalización y de la exclusión (= Concordia-Monographien, Band 31). Wissenschaftsverlag Mainz, Aachen 2000, ISBN 3-86073-697-3.
- Ethische Prinzipien und Ökonomie aus der Perspektive der Ethik der Befreiung, in: polylog. Zeitschrift für interkulturelles Philosophieren, Nr. 6 (2000) (online)
- Würde: Negation und Anerkennung in einem konkreten Kontext der Befreiung, in: Concilium: Internationale Zeitschrift für Theologie, Band 39 (2003), Heft 2, S. 213–225
- Transmodernity and Interculturality: An Interpretation from the Perspective of Philosophy of Liberation, in TRANSMODERNITY Journal of Peripheral Cultural Production of the Luso-Hispanic World, January 2004,
- Der Katholizismus in Lateinamerika und der Karibik, in: Concilium: Internationale Zeitschrift für Theologie, Band 45 (2009), Heft 2, S. 175–184
- Eine neue Epoche in der Geschichte der Philosophie: Der Weltdialog zwischen philosophischen Traditionen, in: Polylog, Zeitschrift für interkulturelles Philosophieren, Wien, 24 (2010), S. 47–64 (online)
- Ökonomie und Eucharistie, in:  Concilium: Internationale Zeitschrift für Theologie, Band 47 (2011), Heft 5, S. 500–510
- Erkenntnistheoretische Entkolonialisierung der Theologie, in: Concilium, Internationale Zeitschrift für Theologie, Bd. 49 Nr. 2 (2013), S. 142–152
- 20 Thesen zu Politik. Lit Verlag, Münster 2013, ISBN 978-3-643-12253-7.
- Der Gegendiskurs der Moderne. Kölner Vorlesungen. Turia + Kant, Wien 2013, ISBN 978-3-85132-914-8. (Rezension)